# Верхняя Кондурча
Верхняя Кондурча — посёлок в Челно-Вершинском районе Самарской области. Входит в состав сельского поселения Красный Строитель.

## История
В 1973 г. Указом Президиума ВС РСФСР посёлок спиртзавода переименован в Верхняя Кондурча.

## Население
| 2010 |
| ---- |
| 0    |